# Xestia rubecula
Xestia rubecula là một loài bướm đêm trong họ Noctuidae.